# Elektron niewalencyjny

Model powłoki elektronowej atomu fosforu

Elektron niewalencyjny – elektron, znajdujący się w atomie na niższej energetycznie od najwyższej powłoce elektronowej. Elektrony niewalencyjne tworzą wraz z jądrem atomowym tzw. rdzeń atomowy i nie uczestniczą w tworzeniu wiązań chemicznych.